# 21387 Wafakhalil
A 21387 Wafakhalil (ideiglenes jelöléssel 1998 FW16) a Naprendszer kisbolygóövében található aszteroida. A LINEAR projekt keretében fedezték fel 1998. március 20-án.